# Exhibition Road
Exhibition Road é uma rua localizada em South Kensington, Londres, um importante ponto turístico londrino devido ao grande número de museus e estabelecimentos acadêmicos.

## Visão Geral
A rua recebeu seu nome devido à Grande Exposição de 1851, que foi realizada apenas no interior do Hyde Park, no extremo norte da estrada. Ela forma o elemento central em uma área conhecida como Albertopolis.
Ela dá acesso a diversas instituições importantes, como Victoria and Albert Museum, Science Museum, Natural History Museum (que incorporou o antigo Geological Museum), Royal Geographical Society e o Imperial College London (diretamente e via Imperial College Road). As universidades estrangeiras Pepperdine University (Estados Unidos) e Universidade Jaguelônica (Polônia) também estão representadas nesta rua. O Instituto Goethe e a A Igreja de Jesus Cristo dos Santos dos Últimos Dias possuem locais de encontro ali.

## Espaço compartilhado
Um concurso para os planos de melhorias do design da rua para refletir a sua importância cultural foi realizada em 2003. A competição foi vencida pelo escritório de arquitetura Dixon e Jones com um esquema de espaço compartilhado para a estrada e ruas circundantes, que daria aos pedestres maior prioridade, enquanto ainda permitiria o tráfego de veículos a uma velocidade reduzida. O projeto também teve como objetivo melhorar o mérito artístico e arquitetônico do local, com inspiração clara no trabalho de paisagismo urbano de Gordon Cullen. As reformas foram concluídas antes dos Jogos Olímpicos de 2012.

## Galeria

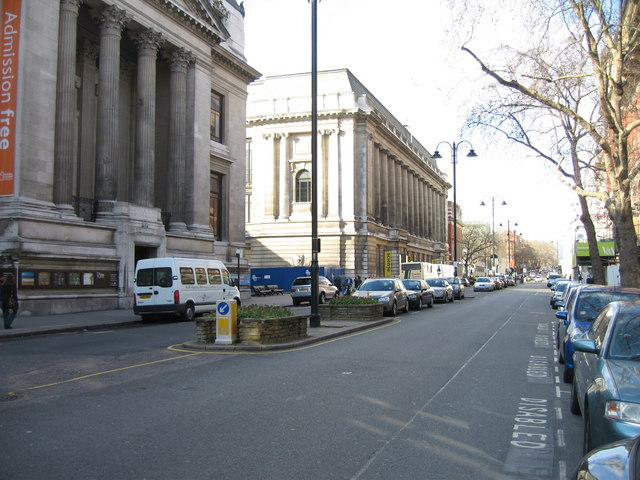
Looking north prior to implementation of shared space scheme with the Science Museum
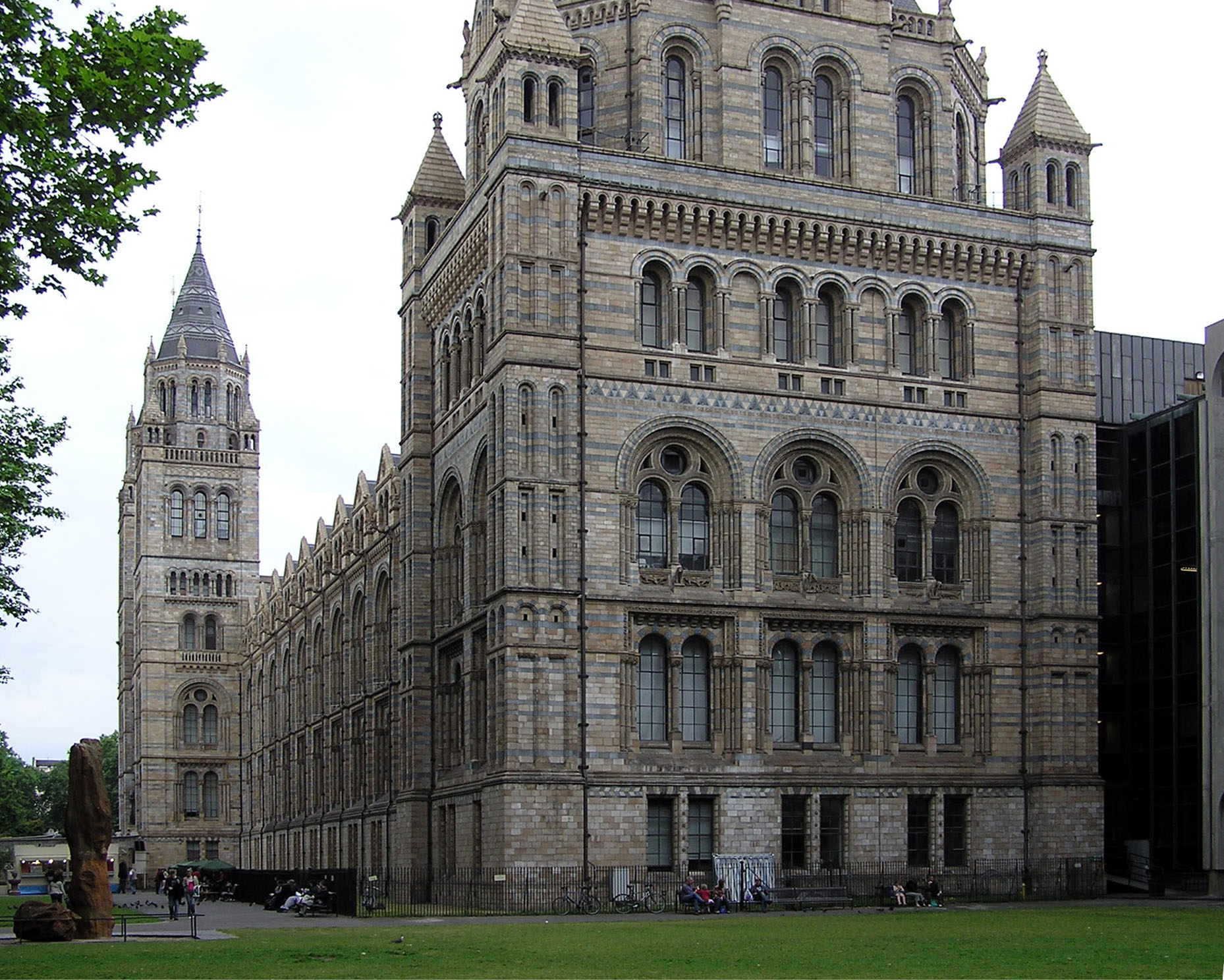
The Natural History Museum
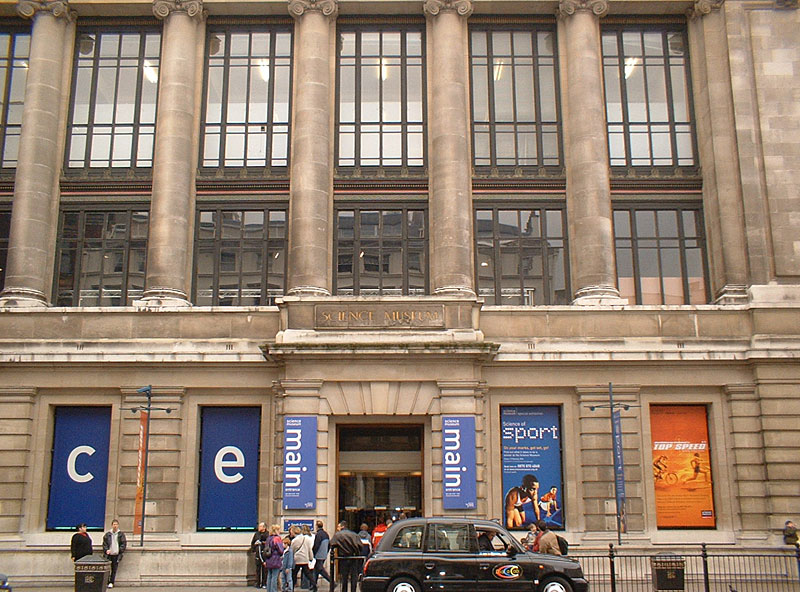
Entrada principal do Science Museum
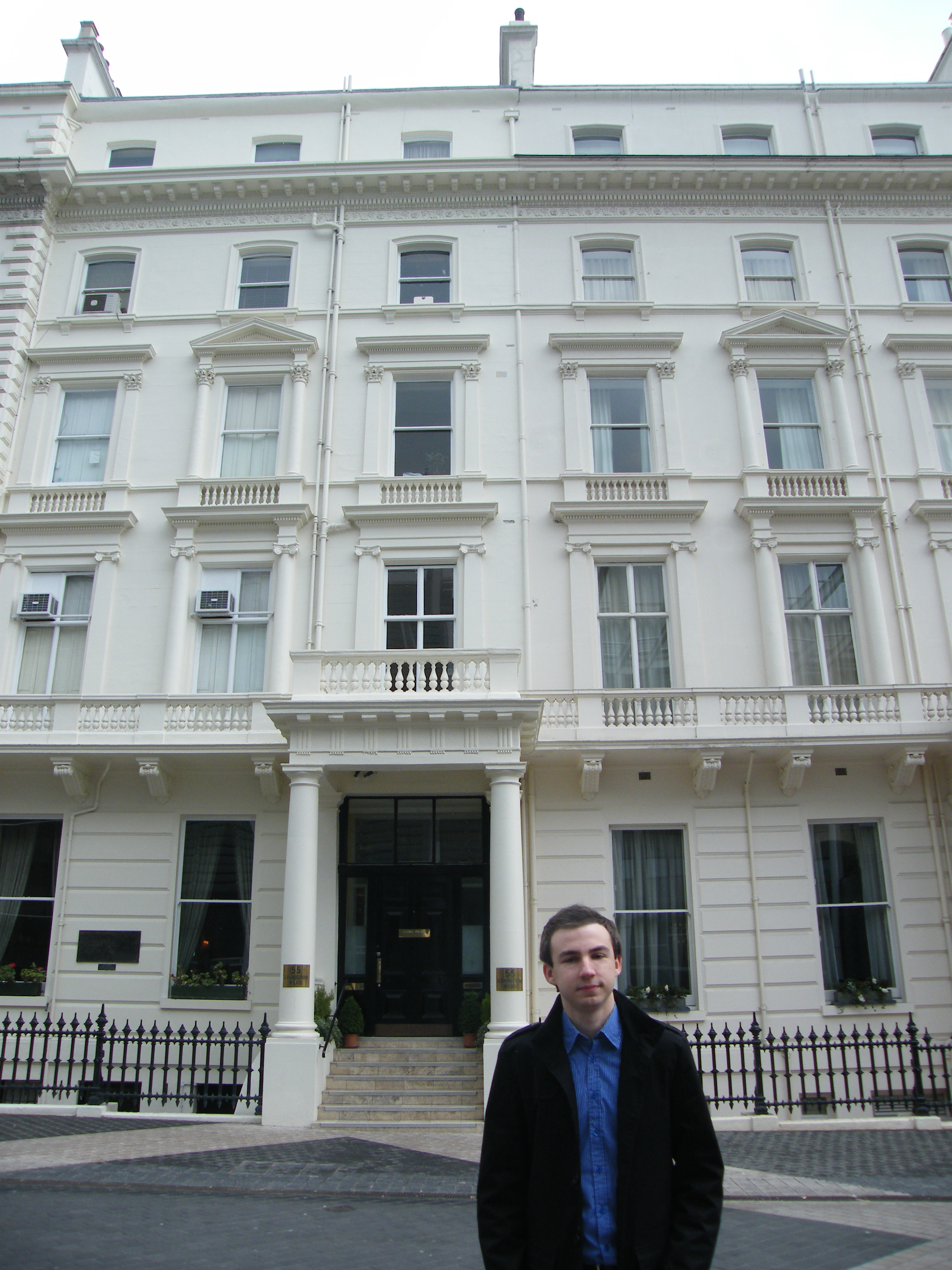
Jornalista Paweł Rogaliński em frente ao Polish Hearth Club, em Exhibition Road

## Ligações Externas
- Albertopolis: South Kensington a partir de cima História, Arquitetura e planos futuros, pelo Royal Institute of British Architects (em inglês)
- Uma visão para Exhibition Road: Um espaço para o Novo Século e Exhibition Road Trail, pelo Victoria and Albert Museum (em inglês)
- Exhibition Road renasce (em inglês)
- Descobrindo South Kensington, atividades e eventos culturais (em inglês)
- Usuários misturam-se ao esquema da rua nua, pela BBC (em inglês)

## Referencias
1. ↑  «Albertopolis: 2012 Map of Dixon Jones scheme». RIBA. Consultado em 18 de dezembro de 2010. Arquivado do original em 7 de abril de 2012
2. ↑  «The Exhibition Road Project». Official Site
3. ↑  Rowan Moore (29 de janeiro de 2012). «Exhibition Road, London – review». The Guardian
4. ↑  «The Exhibition Road Project». RBKC. Consultado em 30 de setembro de 2008
5. ↑  «Albertopolis: 2012 Architect's impressions». RIBA. Consultado em 18 de dezembro de 2010. Arquivado do original em 7 de abril de 2012